# Глибочок (Звенигородський район)
Глибочо́к — село в Україні, у Тальнівській міській громаді, Звенигородського району Черкаської області. Розташоване на річці Гірському Тікичу за 8 км на південний схід від адміністративного центру громади — міста Тального та за 12 км від залізничної станції Тальне. Площа населеного пункту 250 га, загальна площа земель, підпорядкованих сільській раді — 3 149 га. Населення — 634 особи, дворів 405 (на 1 січня 2007 року).
Село постраждало внаслідок геноциду українського народу, проведеного окупаційним урядом СССР 1932—1933 та 1946–1947 роках.

## Історія
Про те що люди мешкали на території нинішнього села ще в давні часи, говорять виявлені поблизу села залишки двох поселень трипільської культури та двох черняхівської культури. Одне з поселень трипільської культури, датоване початком IV тис. до н.е, розташоване на північ від села, займало площу близько 200 гектар.
Село засноване орієнтовно в 1718 році, хоча в історичних документах Глибочок згадується ще в XVI столітті. Назва села походить від зміни висот місцевості, порізаної по обидва боки Гірського Тікичу глибокими ярами, де розташоване поселення. За однією з версій — початкова назва села — Глибоцьке.
До Жовтневого перевороту землі від Тального належали князю Долгорукову, біля села було два князівських господарства — економії «Одая» і «Фурманське». Село мало гарну церкву, монопольку(винна крамниця для монопольної торгівлі горілкою), шинок і церковну школу на три класи. Працювала гуральня, від місця розташуваня якої пішла назва одного з кутків села — Хмелівка.
У 1940 році колгосп «ОСО» був учасником Всесоюзної сільськогосподарської виставки в Москві. За високі показники голову колгоспу Антонюка Харитона та агронома Ремінця Івана нагороджено срібною медаллю.
У роки німецько-радянської війни 360 жителів села були мобілізовані до комуністичного війська, 145 з них загинули. 12 радянських воїнів загинули при відвоюванні села.

У 1955 році в центрі села встановлено пам'ятник односельчанам, що загинули у війну. В 1986 році встановлений новий пам'ятник .

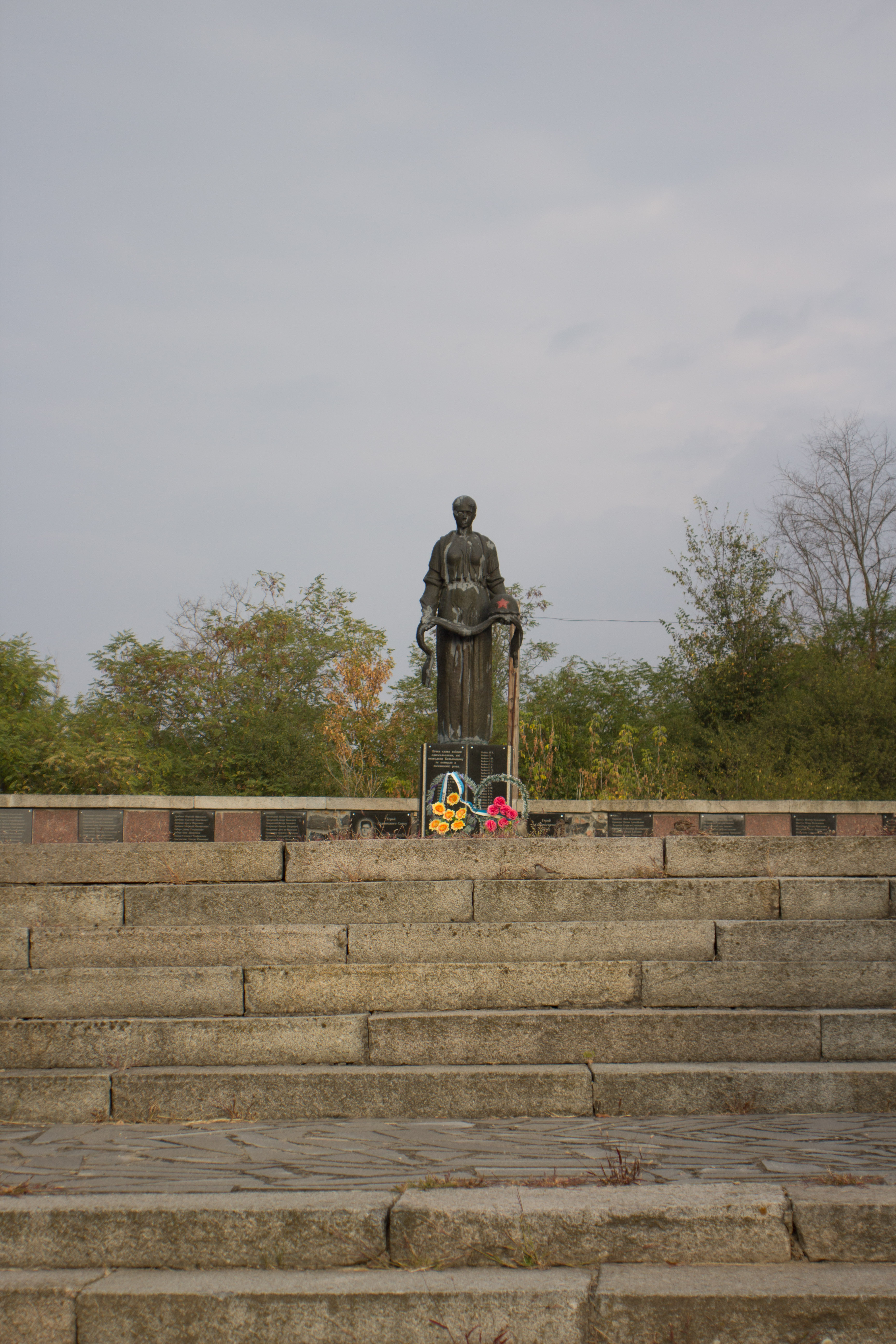
Пам'ятник односельчанам та визволителям села в Другу Світову війну

У післявоєнні роки почалася відбудова села. Побудовано всі необхідні виробничі приміщення, Будинок культури, школу, дитячий садок, фельдшерсько-акушерський пункт, магазини, добротні будинки.
Станом на 1971 рік в селі мешкало 1 240 людей. Колгосп «Радянська Україна» мав в користуванні 2 889,9 га сільськогосподарських угідь, у тому числі 2 732,2 га орної землі. Господарство вирощувало зернові і технічні культури, було розвинуте м'ясо-молочне тваринництво.
Працювали восьмирічна школа, клуб, бібліотека з фондом 8,6 тисяч книг, пологовий будинок, кравецька майстерня, їдальня.

## Сучасність
У селі працює ПСП «Привітне», СФГ «Промінь», СФГ «Відродження», СФГ «Обрій», ТОВ «Промінь».
На території села діють загальноосвітня школа, дитячий садок, будинок культури, бібліотека, фельдшерсько-акушерський пункт, магазин.

## Особи

### Народилися
- Заверталюк Яків Григорович — Герой Радянського Союзу.
- Нерубайський Іван Артемович — український учитель, журналіст, літературний редактор, поет, член НСЖУ[3].

## Світлини

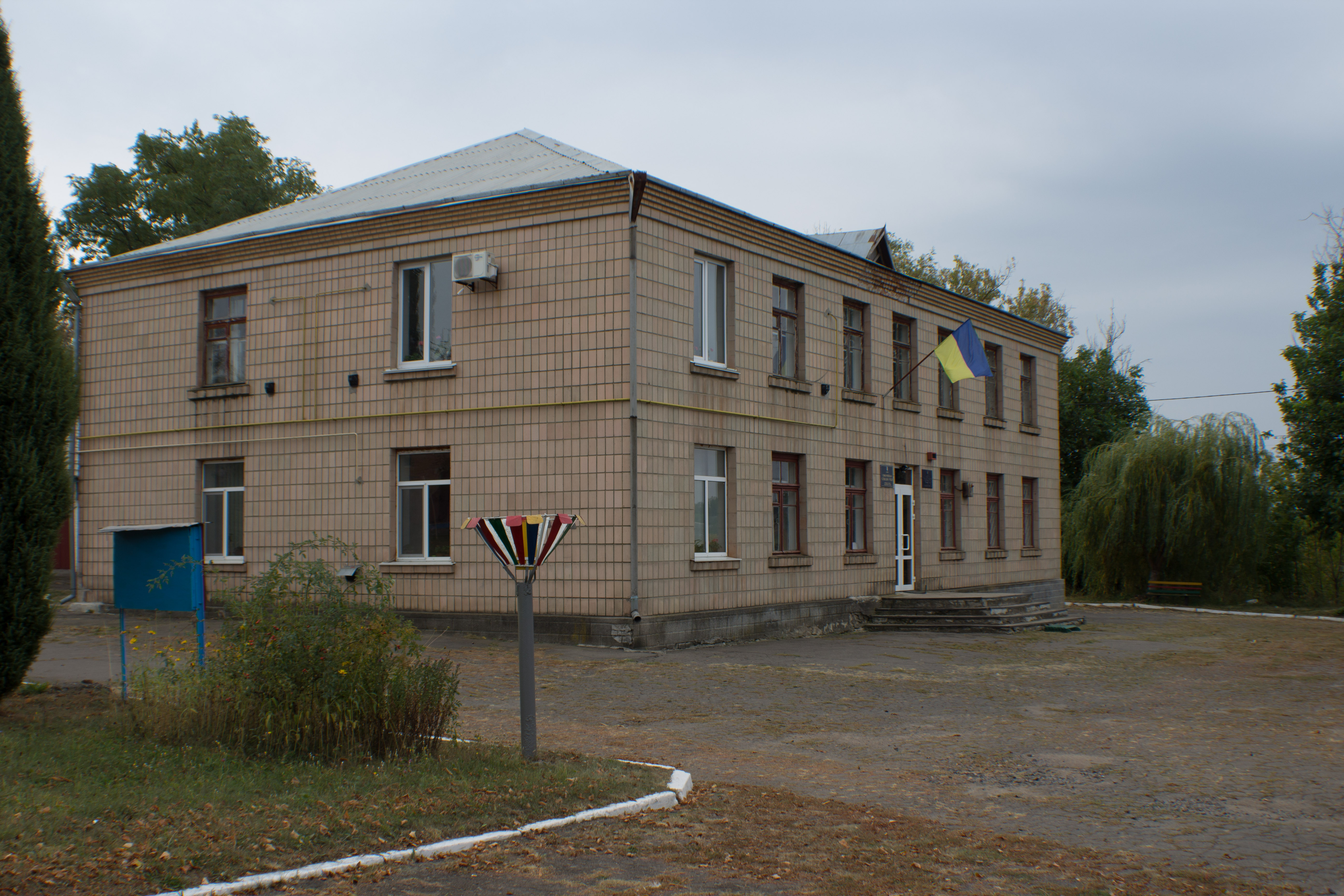
Приміщення сільської Ради
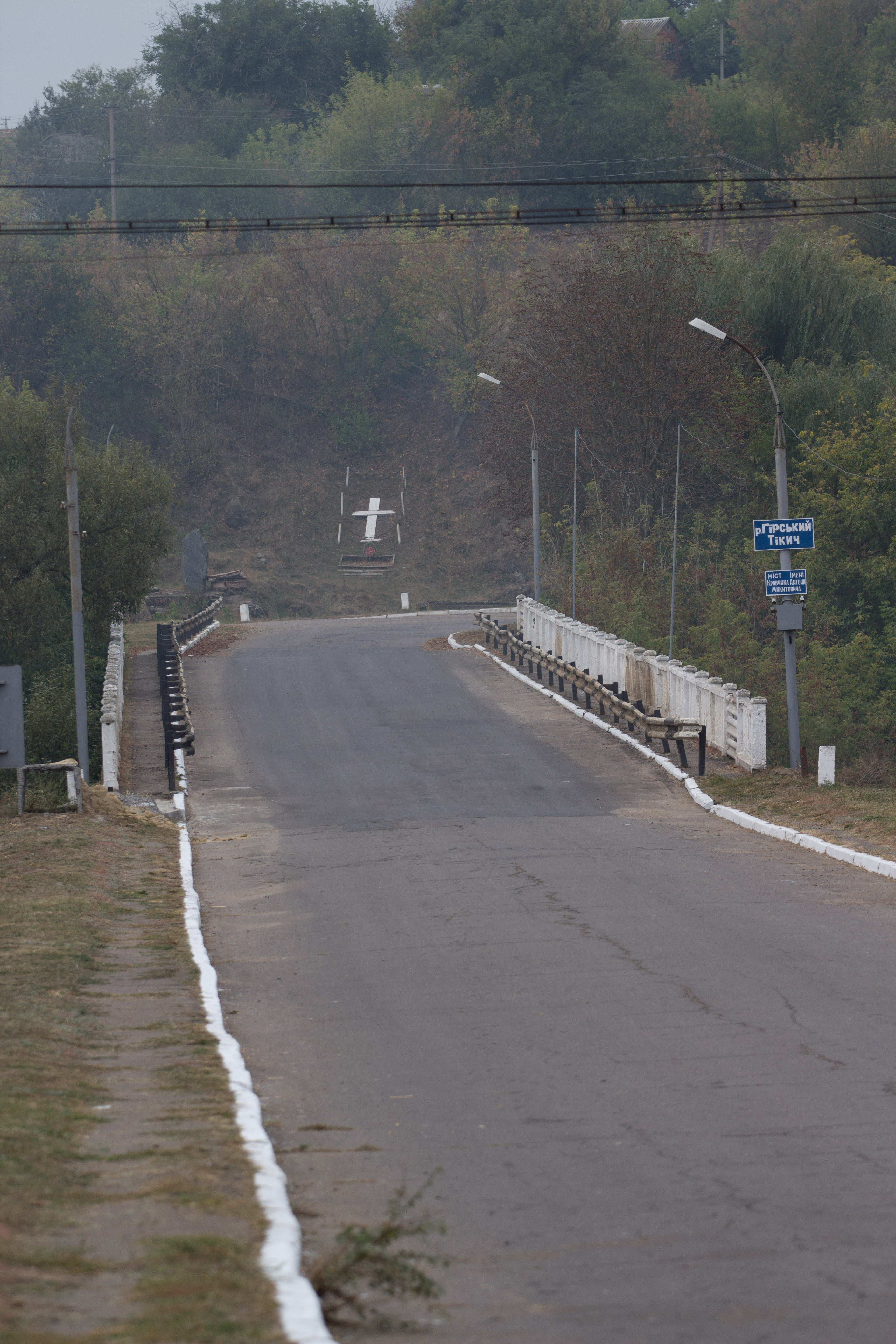
Вид на пам'ятник Жертвам Голодомору. Хрест - місце масового поховання померлих